# Elisabeth Jappe
Elisabeth Jappe (* 1934; † 22. Januar 2021) war eine deutsche Kunstkritikerin und Kunstwissenschaftlerin.

## Leben und Leistungen
Elisabeth Jappe war mit dem Kunstkritiker und Künstler Georg Jappe († 2007) verheiratet. Sie gründete 1981 als Ort für Performance-Kunst die Moltkerei Werkstatt in Köln. 1987 wandte sie sich mit Klaus Staeck und anderen gegen den Versuch des Sammlers Peter Ludwig, Nazikunst durch Präsentation in Museen aufzuwerten.
Jappe publizierte mehrfach zum Thema Performance. 1987 kuratierte sie das Performance-Programm der documenta 8.

## Publikationen
- Piet Hoenderdos, Elisabeth Jappe: Die Straße - Form des Zusammenlebens. Städtische Kunsthalle Düsseldorf, Kunsthalle Nürnberg, Museum des 20. Jahrhunderts, Wien. Deutsche Fassung des holländischen Ausstellungskatalogs. Van Abbemuseum Eindhoven in Zusammenarbeit mit der Städtischen Kunsthalle Düsseldorf [Hrsg.]. Bearbeitung des holländischen Kataloges Piet Hoenderdos, Übersetzung Elisabeth Jappe. Düsseldorf 1973: Städtische Kunsthalle
- Jappe, Elisabeth (Hrsg.): Kunst live : Theater, Performance, Workshop. 3. – 10. September 1978 [Theater u. Orchesterboden, Packhaus im Schnoor]. Veranstaltet vom Senator für Wissenschaft und Kunst Bremen. Künstlerische Beratung und Organisation: Elisabeth Jappe.
- Elisabeth Jappe, 235 Media (Hrsg.): Documenta 8 / Performance - Aktion - Ritual. Video im Medienkunstarchiv der Stiftung imai - inter media art institute (im NRW-Forum Düsseldorf)[3]
- Elisabeth Jappe, Christian Merscheid (Redaktion): Moltkerei Werkstatt: Projekte 1981 - 1994. Hrsg.: Moltkerei Werkstatt. Köln 1994/95: Post. ISBN 3-923167-14-8
- Elisabeth Jappe: Performance - Ritual - Prozess. Handbuch der Aktionskunst in Europa. München 1993: Prestel. ISBN 3-7913-1300-2